# Reynolds megye
Reynolds megye az Amerikai Egyesült Államokban, azon belül Missouri államban található. Megyeszékhelye Centerville, legnagyobb városa Ellington. Lakosainak száma 6096 fő (2020. április 1.). Reynolds megye Iron, Carter, Dent, Shannon és Wayne megyékkel határos.

## Népesség
A megye népességének változása:
| Lakosok száma | 6687 | 6687 | 6665 | 6599 | 6432 | 6096 |
|               | 2010 | 2011 | 2012 | 2013 | 2015 | 2020 |